# 雅典鎮區 (密蘇里州金特里縣)
雅典鎮區（英語：Athens Township）是位於美國密蘇里州金特里縣的一個行政鎮區。

## 地方資料
雅典鎮區的面積為197.10平方千米，當中陸地面積為196.89平方千米，而水域面積為0.21平方千米。根據2020年美國人口普查的數據，當地共有人口2245人，而人口密度為每平方千米11.39人。